# Fédération des empires Lundas
La Fédération des empires Lundas était un parti politique qui militait pour l’indépendance du Congo belge et la restauration d’un empire Lunda. Les politiciens de cette formation s’unirent aux partis des Hema et des Minungu pour former la Conakat, sous la direction de Moïse Tshombe. Le but était de faire face à la Balubakat, formation des Balubas katangais et de repousser les Balubas hors du Katanga.
[réf. nécessaire]